# Матейков
Матейков (укр. Матейків) — село на Украине, находится в Барском районе Винницкой области.
Код КОАТУУ — 0520283403. Население по переписи 2001 года составляет 808 человек. Почтовый индекс — 23050. Телефонный код — 4341.
Занимает площадь 27,8 км².
В селе действует храм Архистратига Божьего Михаила Барского благочиния Винницкой и Барской епархии Украинской православной церкви.

## Адрес местного совета
23050, Винницкая область, Барский р-н, с.Матейков, ул.Ленина, 4